# إبراهيم شحبي
إبراهيم شحبي (1957)، روائي وكاتب سعودي، من مواليد رجال ألمع في منطقة عسير عام 1376هـ، بدأ تجربته بكتابة الشعر ثم اتجه للسرد، وصدرت له العديد من المؤلفات التي تتنوع بين الشعر والرواية والقصة القصيرة والمقالات الأدبية والفكرية، كما صدرت سيرته الذاتية بعنوان (حكايتي مع العلمانية)، وهو حاصل على عدد من الجوائز الأدبية.

## البدايات
بدأ شحبي كتابة الخواطر في المرحلة الثانوية، ونشر أولاها عام 1397هـ في جريدة عكاظ تحت عنوان: «يا أعزائي... من الحياة!». ثم كتب الشعر في السنة الأخيرة من المرحلة الثانوية، ثم انتقل بعد المرحلة الجامعية إلى كتابة القصة القصيرة، ثم جاء اهتمامه بكتابة المقالة الرواية في مرحلة لاحقة، وقد بدأ بشر محاولاته الشعرية في جريدتي الرياض والجزيرة من عام 1399هـ إلى عام 1407هـ، وقد حظيت محاولاته الأولى بإطراء عدد من النقاد والشعراء في تلك الصحف وغيرها، إذ علق الشاعر عبد الكريم العودة في صحيفة الرياض على قصيدته «هند تبحث عن وجهها»، وعلق الناقد سعيد السريحي على نص «بوح في ديمومة العطش» في صحيفة عكاظ.

## التعليم
حاصل على ليسانس لغة عربية عام 1401م.

## العمل
عضو مجلس إدارة نادي أبها الأدبي 2006م.

## المؤلفات
- (نزف في ذاكرة رجل) قصص قصيرة. صدرت عام 1417هـ (1997م).
- (وجهك، البحث، الديمومة) ديوان شعر. صدر عام 1418هـ.
- (ما وراء الأنفاق) قصص قصيرة. صدرت 1420هـ (2000م).
- (قوافل الهجس) ديوان شعر. صدر عام 1420هـ (2000م).
- (أنثى تشطر القبيلة) رواية. صدرت عام 1423هـ (2003م).[7]
- (حواف تكتنز حمرة) قصص قصيرة. صدرت عن نادي أبها الأدبي عام 1423هـ (2003م).
- (أسماء وآراء) مقالات. صدر عام 1422هـ
- (السقوط) رواية. صدرت عام 1425هـ (2004م).
- (حكايتي مع العلمانية: مذكرات شخية جداً) صدر عام 2008م.[8]
- (السلطة والهوية: ملامح من تشكلات المجتمع السعودي) صدر عن دار طوى عام 2010م.
- (حدائق النفط) رواية. صدر عن دار طوى عام 2013م.[9]
- (الهوية: نسوانية المستقبل) صدرعن دار طوى عام 2014م.[10]
- (حواف المجموعة الكاملة) قصص قصيرة وقصيرة جداً. صدرت عن مؤسسة الانتشار العربي عام 2017م.[11]
- (سارق الجماجم) رواية. صدر عن دارك مدارك عام 2018م.[12]
- (أحواض الريحان) رواية.[13]
- (الوردة القاتلة) رواية. صدرت عن دار جداول عام 2018م.[14] ووصلت هذه الرواية إلى القائمة الطويلة في جائزة الشيخ زايد للكتاب لفرع الآداب في دورتها الثالثة عشرة عام 2018م.[15]

وقد كتب العديد من النقاد دراسات وبحوث تتناول رواياته ومجموعاته القصصية.

## الجوائز
- حاصل على جائزة أبها للثقافة فرع الرواية لعام 1424هـ (2004م) عن روايته (سقوط).[16]
- حاصل على جائزة نادي أبها الأدبي للشعر عن قصيدة «غيلان التهامي» عام 1999م.
- حاصل على جائزة أبها عن المجموعة القصصية “نزف في ذاكرة رجل” عام 1999م.
- حاصل على جائزة النص القصصي من نادي الطائف الأدبي عام 1988م.
- حاصل على جائزة النص القصصي «عمر في مهب الريح» من نادي جازان الأدبي عام 1985م.[3]